# Prickly Ridge
Prickly Ridge är en bergstopp i Antarktis. Den ligger i Västantarktis. Inget land gör anspråk på området. Toppen på Prickly Ridge är 28 meter över havet.
Terrängen runt Prickly Ridge är varierad. Trakten är obefolkad. Det finns inga samhällen i närheten.